# Salix hallaisanensis
Salix hallaisanensis är en videväxtart som beskrevs av Leveille. Salix hallaisanensis ingår i släktet viden, och familjen videväxter. Inga underarter finns listade i Catalogue of Life.